# Constantin Apostol
Constantin Apostol (ur. 18 sierpnia 1903 w Săgeata, zm. w 1995) – rumuński jeździec. Uczestnik Igrzysk Olimpijskich w 1936 w Berlinie. Na igrzyskach olimpijskich zajął 29. miejsce w skokach przez przeszkody.